# كفر الحصر
قرية كفر الحصر هي إحدى القرى التابعة لمركز الزقازيق في محافظة الشرقية في جمهورية مصر العربية. حسب إحصاءات سنة 2006، بلغ إجمالي السكان في كفر الحصر 8496 نسمة، منهم 4446 رجل و4050 امرأة.